# Annenhof (Templin)
Annenhof ist ein Wohnplatz im Ortsteil Herzfelde der Stadt Templin im Landkreis Uckermark (Brandenburg). Der Annenhof wurde um/vor 1898 neu aufgebaut und 1898 offiziell benannt.

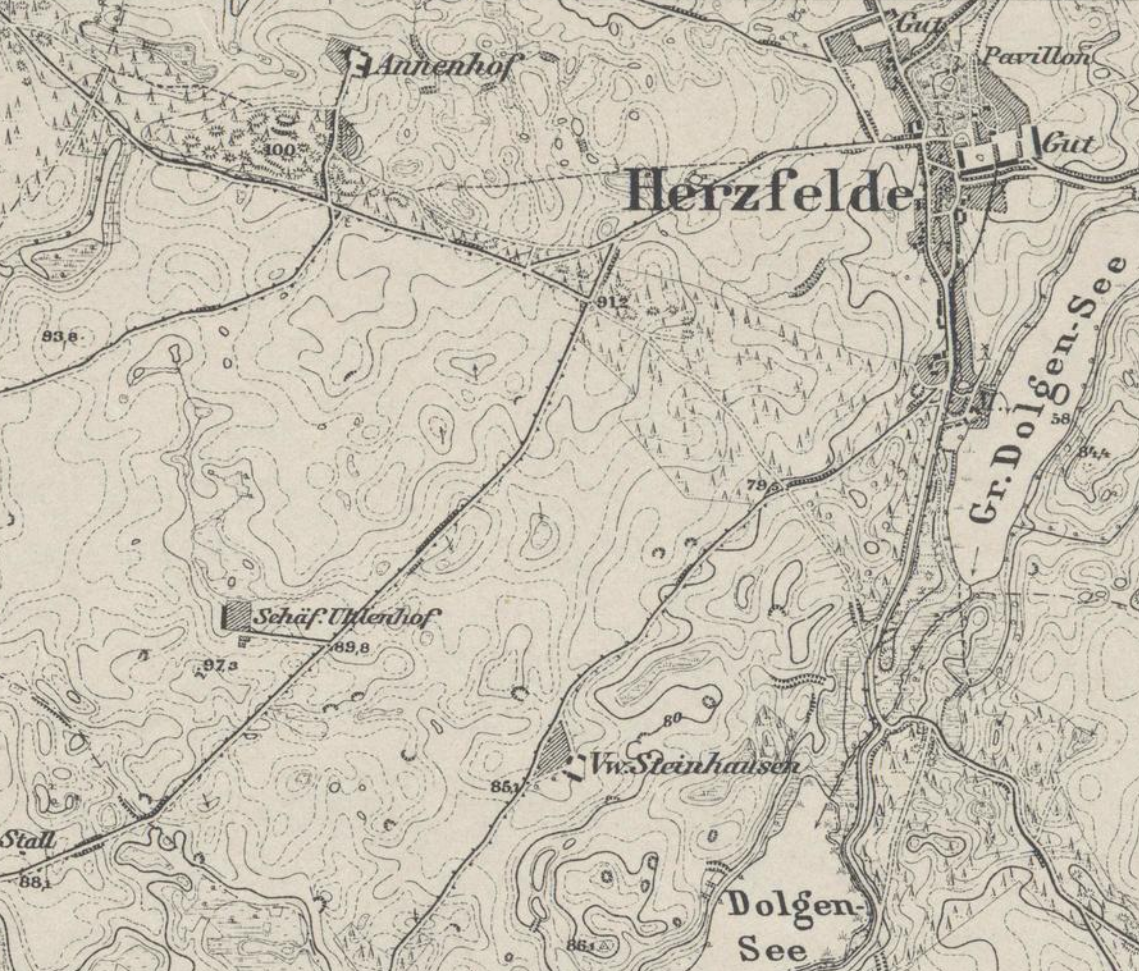
Herzfelde mit den Vorwerken Annenhof, Uhlenhof und Steinhausen, Ausschnitt aus dem Messtischblatt 2847 Templin von 1911

## Lage
Annenhof liegt auf der Gemarkung Herzfelde etwa 1,5 Kilometer westlich vom Ortskern und ist über die Verbindungsstraße von Herzfelde nach Jakobshagen zu erreichen. Die Siedlung liegt auf 95 m ü. NHN.  

## Geschichte
Wie der Uhlenhof auf der Gemarkung von Herzfelde gehörte der Annenhof um 1900 zum Gemeindebezirk Herzfelde, während das Vorwerk Steinhausen zum Gutsbezirk Herzfelde gehörte, und das Vorwerk Wiedebusch einen eigenen Gutsbezirk bildete. Annenhof wurde um/vor 1899 neu aufgebaut und 1899 offiziell benannt. Leider wird das Gut in den Handbücher des Grundbesitzes im Deutschen Reiche von 1903 und 1910 sowie in Niekammer's Güter-Adressbuch der Provinz Brandenburg von 1907 nicht genannt, so dass kein(e) Besitzer benannt werden können. Bis 1914 hatte Max Francke, der Besitzer des Rittergutes Herzfelde den Annenhof (und auch den Uhlendorf) aufgekauft. Der Annenhof hatte 1914 eine Größe von 151,3 Hektar, davon 133 Hektar Ackerland, 8,5 Hektar Wiesen, 1,7 Hektar Weiden, 6,8 Hektar Holzungen und 1,3 Hektar Hofgebäude, Wege und Unland. Das Rittergut des Max Francke wurde von Friedrich Höhn verwaltet. 1923 hieß der Verwalter Max Worst. 1925 hatte der Annenhof 11 Einwohner. Für 1929 sind mit Oberinspektor Warnecke und Rentmeister Hohenstein sogar zwei Verwalter des Rittergutes Herzfelde angegeben.
In der Bodenreform von 1946 wurden alle großen Güter auf der Gemarkung Herzfelde enteignet und aufgeteilt.
Der Annenhof war zu keiner Zeit eine selbständige kommunale Einheit, sondern gehörte zum Gemeindebezirk Herzfelde bzw. nach der Vereinigung von Guts- und Gemeindebezirk Herzfelde (1928) zur Gemeinde Herzfelde. 1931 und 1950 wird Annenhof als Wohnplatz bezeichnet, 1957 und 1971 hatte er den Status eines Ortsteils. Nach der Wende bildete Herzfelde 1992 zusammen mit 13 anderen Gemeinden die Verwaltungsgemeinschaft Amt Templin-Land. Zum 26. Oktober 2003 wurden die amtsangehörigen Gemeinden in die Stadt Templin eingemeindet, das Amt Templin-Land wurde aufgelöst. Seither ist Herzfelde ein Ortsteil der Stadt Templin. Annenhof hat „nur“ noch den Status eines Wohnplatzes.